# Selección de balonmano de Túnez
La Selección de balonmano de Túnez es el equipo formado por jugadores de nacionalidad tunecina que representa a la Federación Tunecina de Balonmano en las competiciones internacionales organizadas por la Federación Internacional de Balonmano (IHF) o el Comité Olímpico Internacional (COI). Tiene en sus vitrinas Diez campeonatos de África, conquistados en 1974, 1976, 1979, 1994,  1998,  2002,  2006,  2010,  2012 y  2018.

## Historial

### Juegos Olímpicos
- 1936 - No participó
- 1972 - 16.ª plaza
- 1976 - No participó
- 1980 - No participó
- 1984 - No participó
- 1988 - No participó
- 1992 - No participó
- 1996 - No participó
- 2000 - 10.ª plaza
- 2004 - No participó
- 2008 - No participó
- 2012 - 8.ª plaza
- 2016 - 12.ª plaza
- 2020 - No participó

### Campeonato del Mundo
| Fase final | Fase final       | Fase final   | Fase final   | Fase final   | Fase final   | Fase final   | Fase final   | Fase final   |                                          | Fase de clasificación                    | Fase de clasificación                    | Fase de clasificación                    | Fase de clasificación                    | Fase de clasificación                    | Fase de clasificación                    | Fase de clasificación                    |
| Año        | Fase             | Pos          | J            | G            | E            | P            | GF           | GC           | Competición                              | J                                        | G                                        | E                                        | P                                        | GF                                       | GC                                       |                                          |
| ---------- | ---------------- | ------------ | ------------ | ------------ | ------------ | ------------ | ------------ | ------------ | ---------------------------------------- | ---------------------------------------- | ---------------------------------------- | ---------------------------------------- | ---------------------------------------- | ---------------------------------------- | ---------------------------------------- | ---------------------------------------- |
| 1938       | No participó     | No participó | No participó | No participó | No participó | No participó | No participó | No participó | No participó                             | No hubo                                  | No hubo                                  | No hubo                                  | No hubo                                  | No hubo                                  | No hubo                                  | No hubo                                  |
| 1954       | No participó     | No participó | No participó | No participó | No participó | No participó | No participó | No participó | No participó                             | No participó                             | No participó                             | No participó                             | No participó                             | No participó                             | No participó                             | No participó                             |
| 1958       | No participó     | No participó | No participó | No participó | No participó | No participó | No participó | No participó | No participó                             | No hubo                                  | No hubo                                  | No hubo                                  | No hubo                                  | No hubo                                  | No hubo                                  | No hubo                                  |
| 1961       | No participó     | No participó | No participó | No participó | No participó | No participó | No participó | No participó | No participó                             | No participó                             | No participó                             | No participó                             | No participó                             | No participó                             | No participó                             | No participó                             |
| 1964       | No participó     | No participó | No participó | No participó | No participó | No participó | No participó | No participó | No participó                             | No participó                             | No participó                             | No participó                             | No participó                             | No participó                             | No participó                             | No participó                             |
| 1967       | Primera fase     | 15.ª         | 3            | 0            | 0            | 3            | 23           | 66           | Sin datos                                | Sin datos                                | Sin datos                                | Sin datos                                | Sin datos                                | Sin datos                                | Sin datos                                |                                          |
| 1970       | No participó     | No participó | No participó | No participó | No participó | No participó | No participó | No participó | No participó                             | No participó                             | No participó                             | No participó                             | No participó                             | No participó                             | No participó                             | No participó                             |
| 1974       | No clasificó     | No clasificó | No clasificó | No clasificó | No clasificó | No clasificó | No clasificó | No clasificó | No clasificó                             | Grupo (2.ª de 3)                         | 2                                        | 1                                        | 0                                        | 1                                        | 50                                       | 29                                       |
| 1978       | No clasificó     | No clasificó | No clasificó | No clasificó | No clasificó | No clasificó | No clasificó | No clasificó | No clasificó                             | Sin datos                                | Sin datos                                | Sin datos                                | Sin datos                                | Sin datos                                | Sin datos                                | Sin datos                                |
| 1982       | No clasificó     | No clasificó | No clasificó | No clasificó | No clasificó | No clasificó | No clasificó | No clasificó | No clasificó                             | 3.ª en el Campeonato Africano 1981       | 3.ª en el Campeonato Africano 1981       | 3.ª en el Campeonato Africano 1981       | 3.ª en el Campeonato Africano 1981       | 3.ª en el Campeonato Africano 1981       | 3.ª en el Campeonato Africano 1981       | 3.ª en el Campeonato Africano 1981       |
| 1986       | No clasificó     | No clasificó | No clasificó | No clasificó | No clasificó | No clasificó | No clasificó | No clasificó | No clasificó                             | Subcampeona del Campeonato Africano 1985 | Subcampeona del Campeonato Africano 1985 | Subcampeona del Campeonato Africano 1985 | Subcampeona del Campeonato Africano 1985 | Subcampeona del Campeonato Africano 1985 | Subcampeona del Campeonato Africano 1985 | Subcampeona del Campeonato Africano 1985 |
| 1990       | No clasificó     | No clasificó | No clasificó | No clasificó | No clasificó | No clasificó | No clasificó | No clasificó | No clasificó                             | 3.ª en el Campeonato Africano 1989       | 3.ª en el Campeonato Africano 1989       | 3.ª en el Campeonato Africano 1989       | 3.ª en el Campeonato Africano 1989       | 3.ª en el Campeonato Africano 1989       | 3.ª en el Campeonato Africano 1989       | 3.ª en el Campeonato Africano 1989       |
| 1993       | No clasificó     | No clasificó | No clasificó | No clasificó | No clasificó | No clasificó | No clasificó | No clasificó | No clasificó                             | Subcampeona del Campeonato Africano 1992 | Subcampeona del Campeonato Africano 1992 | Subcampeona del Campeonato Africano 1992 | Subcampeona del Campeonato Africano 1992 | Subcampeona del Campeonato Africano 1992 | Subcampeona del Campeonato Africano 1992 | Subcampeona del Campeonato Africano 1992 |
| 1995       | Octavos de final | 15.ª         | 7            | 2            | 1            | 4            | 160          | 183          | Campeona del Campeonato Africano 1994    | Campeona del Campeonato Africano 1994    | Campeona del Campeonato Africano 1994    | Campeona del Campeonato Africano 1994    | Campeona del Campeonato Africano 1994    | Campeona del Campeonato Africano 1994    | Campeona del Campeonato Africano 1994    |                                          |
| 1997       | Octavos de final | 16.ª         | 6            | 2            | 0            | 4            | 106          | 128          | Subcampeona del Campeonato Africano 1996 | Subcampeona del Campeonato Africano 1996 | Subcampeona del Campeonato Africano 1996 | Subcampeona del Campeonato Africano 1996 | Subcampeona del Campeonato Africano 1996 | Subcampeona del Campeonato Africano 1996 | Subcampeona del Campeonato Africano 1996 |                                          |
| 1999       | Octavos de final | 12.ª         | 9            | 2            | 1            | 3            | 133          | 142          | Campeona del Campeonato Africano 1998    | Campeona del Campeonato Africano 1998    | Campeona del Campeonato Africano 1998    | Campeona del Campeonato Africano 1998    | Campeona del Campeonato Africano 1998    | Campeona del Campeonato Africano 1998    | Campeona del Campeonato Africano 1998    |                                          |
| 2001       | Octavos de final | 10.ª         | 6            | 3            | 0            | 3            | 140          | 136          | 3.ª en el Campeonato Africano 2000       | 3.ª en el Campeonato Africano 2000       | 3.ª en el Campeonato Africano 2000       | 3.ª en el Campeonato Africano 2000       | 3.ª en el Campeonato Africano 2000       | 3.ª en el Campeonato Africano 2000       | 3.ª en el Campeonato Africano 2000       |                                          |
| 2003       | Fase final       | 14.ª         | 7            | 2            | 0            | 5            | 178          | 186          | Campeona del Campeonato Africano 2002    | Campeona del Campeonato Africano 2002    | Campeona del Campeonato Africano 2002    | Campeona del Campeonato Africano 2002    | Campeona del Campeonato Africano 2002    | Campeona del Campeonato Africano 2002    | Campeona del Campeonato Africano 2002    |                                          |
| 2005       | Semifinales      | 4.ª          | 10           | 5            | 3            | 2            | 311          | 252          | Anfitriona                               | Anfitriona                               | Anfitriona                               | Anfitriona                               | Anfitriona                               | Anfitriona                               | Anfitriona                               |                                          |
| 2007       | Fase final       | 11.ª         | 8            | 3            | 0            | 5            | 237          | 237          | Campeona del Campeonato Africano 2006    | Campeona del Campeonato Africano 2006    | Campeona del Campeonato Africano 2006    | Campeona del Campeonato Africano 2006    | Campeona del Campeonato Africano 2006    | Campeona del Campeonato Africano 2006    | Campeona del Campeonato Africano 2006    |                                          |
| 2009       | Copa Presidente  | 17.ª         | 9            | 5            | 0            | 4            | 264          | 250          | Subcampeona del Campeonato Africano 2008 | Subcampeona del Campeonato Africano 2008 | Subcampeona del Campeonato Africano 2008 | Subcampeona del Campeonato Africano 2008 | Subcampeona del Campeonato Africano 2008 | Subcampeona del Campeonato Africano 2008 | Subcampeona del Campeonato Africano 2008 |                                          |
| 2011       | Copa Presidente  | 20.ª         | 7            | 1            | 0            | 6            | 168          | 193          | Campeona del Campeonato Africano 2010    | Campeona del Campeonato Africano 2010    | Campeona del Campeonato Africano 2010    | Campeona del Campeonato Africano 2010    | Campeona del Campeonato Africano 2010    | Campeona del Campeonato Africano 2010    | Campeona del Campeonato Africano 2010    |                                          |
| 2013       | Octavos de final | 13.ª         | 6            | 3            | 0            | 3            | 146          | 151          | Campeona del Campeonato Africano 2012    | Campeona del Campeonato Africano 2012    | Campeona del Campeonato Africano 2012    | Campeona del Campeonato Africano 2012    | Campeona del Campeonato Africano 2012    | Campeona del Campeonato Africano 2012    | Campeona del Campeonato Africano 2012    |                                          |
| 2015       | Octavos de final | 15.ª         | 6            | 2            | 1            | 3            | 152          | 161          | Subcampeona del Campeonato Africano 2014 | Subcampeona del Campeonato Africano 2014 | Subcampeona del Campeonato Africano 2014 | Subcampeona del Campeonato Africano 2014 | Subcampeona del Campeonato Africano 2014 | Subcampeona del Campeonato Africano 2014 | Subcampeona del Campeonato Africano 2014 |                                          |
| 2017       | Copa Presidente  | 19.ª         | 7            | 2            | 2            | 3            | 209          | 202          | Subcampeona del Campeonato Africano 2016 | Subcampeona del Campeonato Africano 2016 | Subcampeona del Campeonato Africano 2016 | Subcampeona del Campeonato Africano 2016 | Subcampeona del Campeonato Africano 2016 | Subcampeona del Campeonato Africano 2016 | Subcampeona del Campeonato Africano 2016 |                                          |
| 2019       | Fase final       | 12.ª         | 8            | 3            | 0            | 5            | 206          | 238          | Campeona del Campeonato Africano 2018    | Campeona del Campeonato Africano 2018    | Campeona del Campeonato Africano 2018    | Campeona del Campeonato Africano 2018    | Campeona del Campeonato Africano 2018    | Campeona del Campeonato Africano 2018    | Campeona del Campeonato Africano 2018    |                                          |
| 2021       | Copa Presidente  | 25ª          | 7            | 4            | 1            | 2            | 209          | 182          | Subcampeona del Campeonato Africano 2020 | Subcampeona del Campeonato Africano 2020 | Subcampeona del Campeonato Africano 2020 | Subcampeona del Campeonato Africano 2020 | Subcampeona del Campeonato Africano 2020 | Subcampeona del Campeonato Africano 2020 | Subcampeona del Campeonato Africano 2020 |                                          |
| Total      | 15/27            | 15ª          | 103          | 39           | 9            | 55           | 2642         | 2707         |                                          |                                          |                                          |                                          |                                          |                                          |                                          |                                          |

1. ↑  Túnez fue el ganador de la fase de clasificación africana, pero no participó en el Mundial de 1978 por una razón desconocida (quizás relacionada con el boicot a los Juegos Olímpicos de 1976). Francia ocupó su lugar.

### Campeonatos de África
- 1974 -  Campeona
- 1976 -  Campeona
- 1979 -  Campeona
- 1981 -  Tercera
- 1983 -  Tercera
- 1985 -  Subcampeona
- 1987 -  Tercera
- 1989 -  Tercera
- 1991 -  Tercera
- 1992 -  Subcampeona
- 1994 -  Campeona
- 1996 -  Subcampeona
- 1998 -  Campeona
- 2000 -  Tercera
- 2002 -  Campeona
- 2004 -  Subcampeona
- 2006 -  Campeona
- 2008 -  Subcampeona
- 2010 -  Campeona
- 2012 -  Campeona
- 2014 -  Subampeona
- 2016 -  Subampeona
- 2018 -  Campeona
- 2020 -  Subampeona
- 2022 - 4ª plaza